# Pertteli

Wappen von Pertteli

Pertteli [ˈpɛrtːɛli] (schwed. S:t Bertils) ist eine ehemalige Gemeinde im Südwesten Finnlands. Anfang 2009 wurde sie in die Stadt Salo eingemeindet.
Pertteli liegt in der Landschaft Varsinais-Suomi 10 km vom Stadtzentrum von Salo entfernt. Die Staatsstraße 1 aus der Hauptstadt Helsinki in das 60 km entfernte Turku führt durch Pertteli. Die Gemeinde Pertteli hatte eine Fläche von 156,12 km². Die Gemeinde hatte drei Siedlungszentren (taajama): Kaivola, Inkere und Hähkänä. In allen drei Siedlungszentren gibt es eine Schule. Daneben gehörten zu Pertteli die Dörfer Haali, Isohiisi, Kajala, Kaukola, Nokkahiisi, Patala, Pitkäkoski, Pöytiö, Romsila, Tattula, Valkjärvi, Vihmalo und Vähähiisi. Das ehemalige Gemeindegebiet ist recht ländlich geprägt. Der Mittel- und Nordteil der Gemeinde wird landwirtschaftlich genutzt, im Osten finden sich Felsen und Wälder. Der Fluss Uskelanjoki fließt durch Pertteli und mündet bei Salo in die Ostsee.
Die Einwohnerzahl von Pertteli betrug zuletzt 4.036. Die Gemeinde war einsprachig finnischsprachig. Pertteli ist ein Zentrum der Kunststoffindustrie. Das größte in der Gemeinde ansässige Unternehmen ist ein Hersteller von Reflektoren.

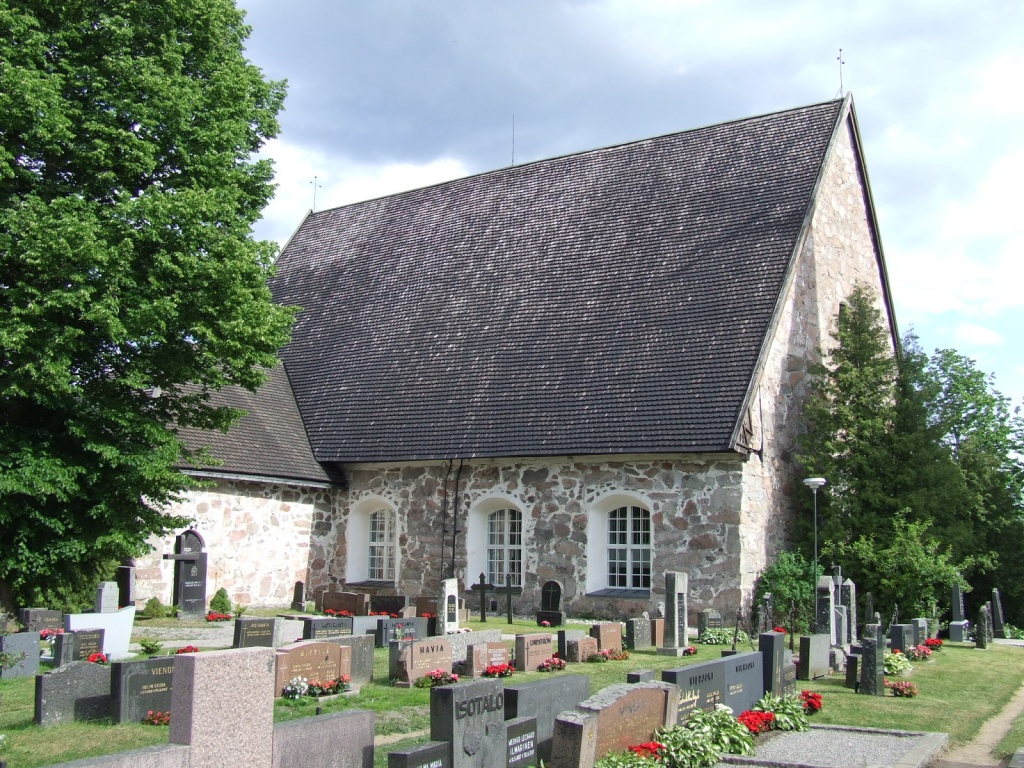
Die mittelalterliche Feldsteinkirche von Pertteli

Pertteli wurde wahrscheinlich Anfang des 15. Jahrhunderts zu einer Kapellengemeinde des Kirchspiels Uskela. Die Kirche von Pertteli, eine Feldsteinkirche aus dem frühen 16. Jahrhundert, ist dem Heiligen Bartholomäus geweiht. Der Name Pertteli ist eine finnische Verballhornung der schwedischen Namensform Bertil für Bartholomäus. Der Heilige ist auch im ehemaligen Gemeindewappen abgebildet. Die politische Gemeinde Pertteli entstand 1860 im Zuge der Trennung der Verwaltung der Landgemeinden von der Kirchenverwaltung. Zum Jahresbeginn 2009 wurde Pertteli zusammen mit den acht Gemeinden Halikko, Kiikala, Kisko, Kuusjoki, Muurla, Perniö, Särkisalo und Suomusjärvi nach Salo eingemeindet.